# Notonychops powelli
Il notonicope Notonychops powelli è un mammifero estinto di incerta collocazione sistematica, forse appartenente ai litopterni. Visse nel Paleocene medio-superiore (circa 60-57 milioni di anni fa) e i suoi resti fossili sono stati ritrovati in Sudamerica.

## Descrizione
Questo animale è noto solo per frammenti di mascelle e mandibole, ed è quindi impossibilie ipotizzarne l'aspetto generale. Notonychops, in ogni caso, possedeva una dentatura piuttosto specializzata, con molari inferiori selenodonti e premolari con un forte parastilo e un metastilo con paracono e protocono; il primo premolare era assente. I molari erano dotati di un forte parastilo e assomigliavano a quelli dei primitivi tillodonti come Esthonyx e a quelli di altri meridiungulati enigmatici come Indalecia; il terzo molare inferiore era sprovvisto di ipoconide. 

## Classificazione
Notonychops powelli venne descritto per la prima volta da Miguel Soria nel 1989, sulla base di resti fossili ritrovati nella parte inferiore della formazione Rio Loro in Argentina. Notonychops, secondo l'autore della prima descrizione, era un rappresentante di una radiazione di ungulati primitivi sudamericani, i Notopterna, distinta sia dai litopterni che dai notoungulati. Ascritto a una famiglia a sé stante (Notonychopidae), Notonychops potrebbe aver avuto un'origine in comune con gli arcaici Amilnedwardsiidae, anch'essi classificati tra i Notopterna, e sembrerebbe essere strettamente imparentato con il già citato Indalecia. Altri autori hanno però classificato Notonychops e altri animali simili (come Requisia) tra i litopterni, anche se in una famiglia a sé stante. 